# Pseudoeoscyllina xinjiangensis
Pseudoeoscyllina xinjiangensis is een rechtvleugelig insect uit de familie veldsprinkhanen (Acrididae). De wetenschappelijke naam van deze soort is voor het eerst geldig gepubliceerd in 2006 door Zheng, Yang, Zhang & Wang.